# The False Faces
The False Faces (Brasil: Caras Falsas ) é um filme mudo norte-americano de 1919, do gênero drama, dirigido por Irvin Willat e estrelado por Lon Chaney. Uma cópia do filme encontra-se conservada na George Eastman House.

## Elenco
- Henry B. Walthall ... Michael Lanyard
- Mary Anderson ... Cecilia Brooke
- Lon Chaney ... Karl Eckstrom
- Milton Ross ... Ralph Crane
- Thornton Edwards ... Tenente Thackery
- William Bowman ... Capitão Osborne
- Garry McGarry ... Tenente submarino
- Ernest Pasque ... Blensop